# Goyenia marplesi
Goyenia marplesi är en spindelart som beskrevs av Forster 1970. Goyenia marplesi ingår i släktet Goyenia och familjen Desidae. Inga underarter finns listade i Catalogue of Life.